# Everard Home
Sir Everard Home FRS (Kingston upon Hull, 6 de maio de 1756 — Londres, 31 de agosto de 1832) foi um médico britânico.
Nasceu em Kingston-upon-Hull e foi educado na Westminster School. Recebeu uma bolsa para estudar no Trinity College (Cambridge), mas decidiu tornar-se pupilo de seu cunhado, o cirurgião John Hunter, no St George's Hospital. Hunter havia casado com sua irmã, a poeta e socialite Anne Hunter, em julho de 1771. Home auxiliou Hunter em diversas de suas investigações anatômicas, e no outono de 1776 descreveu parcialmente a coleção de seu mastre. Nesta descrição é evidente que Home plagiou o trabalho de Hunter, algumas vezes indireta e outra diretamente; ele também destruiu sistematicamente os documentos de seu cunhado, a fim de eliminar evidências de seu plagiarismo.
Tendo sido qualificado como cirurgião em 1778, Home tornou-se cirurgião assistente do hospital naval de Plymouth. Em 1787 foi indicado como cirurgião assistente, depois cirurgião, do St George's Hospital. Tornou-se sargento-cirurgião do rei em 1808 e cirurgião do Chelsea Hospital em 1821. Tornou-se baronete (de WellManor no condado de Southampton) em 1813.
Foi o primeiro a descrever a criatura fóssil (depois Icitiossauro) descoberta próximo a Lyme Regis por Mary Anning em 1812. Seguindo John Hunter ele inicialmente sugeriu que o mesmo tinha afinidades com peixes. Home também fez alguns dos primeiros estudos sobre a anatomia de ornitorrincos, e percebeu que eles não eram vivíparos, teorizando serem eles ovoviviparos. Home publicou prolificamente trabalhos sobre anatomia humana e animal.
Foi eleito membro da Royal Society em 1787, apresentou diversas vezes a Croonian Lecture entre 1793 e 1829, e recebeu a Medalha Copley de 1807.